# Maurizio Colombo (ciclista)
Maurizio Carmelo Colombo (Cuggiono, 16 luglio 1963) è un ex pistard e ciclista su strada italiano.

## Carriera
Nato nel 1963 a Cuggiono, in provincia di Milano, nel 1983 è stato medaglia d'oro ai Giochi del Mediterraneo di Casablanca nell'inseguimento individuale su pista, in 5'01"27.
A 21 anni ha partecipato ai Giochi olimpici di Los Angeles 1984, su pista, sia nell'inseguimento individuale, dove è uscito nel turno di qualificazione, 19º con il tempo di 4'59"72, sia nell'inseguimento a squadre con Roberto Amadio, Massimo Brunelli e Silvio Martinello, dove ha passato le qualificazioni da 1º in 4'28"47 e i quarti di finale battendo la Svizzera, ma è uscito in semifinale contro l'Australia, poi oro, e ha perso la finalina per la medaglia di bronzo con la Germania Ovest, chiudendo 4º totale.
Nello stesso 1984 è stato campione italiano su pista nell'inseguimento individuale Dilettanti ed è passato professionista con la Supermercati Brianzoli. 
Nel 1985 si è ritirato alla 14ª tappa alla Vuelta a España su strada, mentre su pista ha preso parte ai Mondiali di Bassano del Grappa, arrivando 8º nell'inseguimento individuale.
Passato alla Del Tongo nel 1987, dopo tre stagioni alla Supermercati Brianzoli, nello stesso anno ha partecipato al Giro d'Italia, arrivando 118º, e al termine della stagione ha chiuso la carriera, a 24 anni.

## Palmarès

### Pista
- Quattro volte campione italiano inseguimento a squadre 1980, 1981, 1983, 1984
- Una volta campione italiano inseguimento individuale 1984
- Medaglia d’oro inseguimento individuale Giochi del Mediterraneo di Casablanca 1983
- 4º posto inseguimento a squadre Olimpiadi di Los Angeles 1984
- 8º posto Campionati del mondo 1985 inseguimento individuale Bassano del Grappa

### Strada professionisti
- 4º posto Ruota d’Oro 1985 - quarta tappa Levico Terme
- 3º posto Tirreno Adriatico 1987 - quarta tappa Fermo
- 5º posto Tirreno Adriatico 1987 - sesta tappa San Benedetto del Tronto
- 2º posto Giro d’Italia 1987 - terza tappa cronometro a squadre Camaiore

#### Grandi Giri
- Giro d'Italia

1987: 118º
- Vuelta a España

1985: ritirato (14ª tappa)

### Competizioni mondiali
- Campionati del mondo

Bassano del Grappa 1985 - Inseguimento individuale: 8º
- Giochi olimpici

Los Angeles 1984 - Inseguimento a squadre: 4º
Los Angeles 1984 - Inseguimento individuale: 19º